# الدوري الشمالي لكرة القدم 1892–93
الدوري الشمالي لكرة القدم 1892–93 (بالإنجليزية: 1892–93 Northern Football League)‏ هو موسم من الدوري الشمالي لكرة القدم ‏. فاز فيه Middlesbrough Ironopolis F.C. ‏.